# Nozomi (sonde)
Nozomi (Japans: のぞみ , "wens" of "hoop"), voor lancering ook bekend als Planet-B) was een Japanse ruimtesonde die volgens planning in een baan rond Mars zou  moeten worden gebracht voor onderzoek, maar hier niet in slaagde vanwege meerdere mankementen. 
De Nozomi werd gebouwd door het Institute of Space and Astronautical Science van de Universiteit van Tokio. De sonde werd gelanceerd op 3 juli 1998 UTC. De bedoeling was dat de sonde de bovenste laag van de atmosfeer van Mars zou onderzoeken, waaronder de interactie van deze laag met de zonnewind. Met deze kennis kon mogelijk technologie voor toekomstige planetaire missies worden gebouwd. De sonde zou tevens foto’s maken van het oppervlak van de planeet. 
Na lancering werd Nozomi eerst in een baan om de aarde gebracht om de sonde in de juiste positie te krijgen voor lancering richting Mars, waar Nozomi in september 1999 zou aankomen. De poging om de sonde naar Mars te schieten mislukte echter door een haperend ventiel, waardoor Nozomi brandstof lekte. Daarom moest de lancering worden afgebroken. 
Als alternatief plan werd Nozomi vier jaar langer in een baan om de aarde gehouden met het doel in december 2003 een tweede, tragere lancering richting Mars te ondernemen. Ditmaal weigerden echter de voornaamste motoren dienst. Hierdoor vloog Nozomi wel richting Mars, maar in een verkeerde hoek. Op 14 december 2003 bereikte Nozomi Mars, maar in een te grote baan om onderzoek te kunnen doen. Hoewel de missie inmiddels is afgeblazen, is de sonde nog wel operationeel. 